# Анимелле, Николай
Никола́й Аниме́лле (бел. Мікалай Анімеле) — белорусский этнограф и археолог середины XIX века. Был вольноотпущенным крестьянином Витебской губернии. Даты рождения и смерти Николая Анимелле неизвестны. Собранный им по программе Русского географического общества этнографический материал послужил основой для издания сборника «Быт белорусских крестьян». В сборнике содержится особенно много материалов о семейных и общественных обрядах и обычаях белорусов (крещение, свадьба, поминки, календарные праздники, толока), текстов пословиц, песен и преданий. Очень подробно описаны порядок брачной церемонии и традиции свадебного застолья. Несколько менее подробно освещена материальная культура белорусов на примере крестьянской культуры Витебщины. В работе подчёркивается социальная и имущественная дифференциация крестьянства.